# Брянский фронт
Бря́нский фронт — оперативное формирование (объединение, фронт) Красной армии (РККА) ВС Союза ССР, в годы Великой Отечественной войны. Сформирован 14 августа 1941 года на стыке Центрального и Резервного фронтов, расформирован 10 ноября того же года. Сформирован повторно 24 декабря 1941 года, 12 марта 1943 года переименован в Резервный фронт (второго формирования). Третье формирование — 28 марта 1943 года, 10 октября 1943 года переименован в Прибалтийский фронт.

## Первое формирование
Сформирован 16 августа 1941 года на стыке Центрального и Резервного фронтов для прикрытия Брянского направления. На сформирование управления (штаба, служб, отделов, отделений) фронта были направлены остатки управления 20-го стрелкового корпуса и штаб 25-го механизированного корпуса. Штаб-квартира — Брянск.
В составе фронта вначале было управление и две армии:
- управление (штаб, службы, отделы, отделения);
- 13-я армия (командующий — генерал-майор К. Д. Голубев, с 31 августа — генерал-майор А. М. Городнянский) вела тяжелые бои и отходила на юг и юго-восток под натиском 2-й танковой группы Гудериана.
- вновь созданная мощная 50-я армия (командующий — генерал-майор М. П. Петров) прикрывала разрыв между 13-й армией и Резервным фронтом.

26 августа в связи с расформированием Центрального фронта две его армии (3-я и 21-я) были переданы в подчинение Брянскому фронту.
- 21-я армия (командующий — генерал-лейтенант В. И. Кузнецов) объединила войска 3-й и 21-й армий, отходившие из района Гомеля и Мозыря.
- штаб 3-й армии (командующий — генерал-майор Я. Г. Крейзер) принял войска на стыке 13-й и 50-й армий.

С 30 августа по 12 сентября войска фронта проводили Рославльско-Новозыбковскую наступательную операцию. Затем, до конца сентября 1941 года, также решали наступательные задачи. 31 августа в 18 км. западнее Трубчевска развернулось, одно из первых, массовое встречное танковое сражение, длившееся до 8 сентября. Советские 141-я танковая бригада и 108-я танковая дивизия (около 200 танков) вступили в бой с превосходящими силами 47-го корпуса Гудериана (более 300 танков). Танки 141-й бригады шли в бой прямо с железнодорожных эшелонов, не успевая развернуться. Это позволило 13-й армии перевести дух, пополниться и вместе с 3-й армией вновь вступить в бой. До середины сентября враг был здесь остановлен и вместе с 13-й и 3-й армиями отброшен до реки Судость на расстояние более 40 км. Освобождено 16 населённых пунктов. Тогда, в августе-сентябре 1941 г., это было очень важно. И уже к середине сентября 1941 года фашистам было практически нечем воевать в этих местах. Каждые четыре из пяти танков Гудериана были подбиты. В своем «Военном дневнике» Франц Гальдер 14 сентября 1941 г. записал: «Положение с танками во 2-й танковой группе: 3-я тд — боеспособные танки — 20 %, требуют ремонта и безвозвратные потери — 80 %; 4-я тд — боеспособные танки — 20 %, требуют ремонта и безвозвратные потери — 71 %; 17-я тд — боеспособные танки — 29 %, требуют ремонта и безвозвратные потери — 79 %; 18-я тд — боеспособные танки — 31 %, требуют ремонта и безвозвратные потери — 69 %». Таким образом, во 2-й танковой группе осталось 25 % боеспособных танков. Любимец фюрера генерал-полковник Гудериан напишет в книге воспоминаний о боях между Почепом и Трубчевском: «...Здесь мы впервые столкнулись с фанатичным сопротивлением русских». «Подведя краткий итог боевой деятельности войск Брянского фронта, — вспоминал в своей книге „На западном направлении“ маршал Советского Союза А.И. Еременко, — за период с 14 августа по 30 сентября 1941 года следует сказать, что контрудары и контратаки войск фронта, особенно контрудар в районе Трубчевска, позволили нашим войскам выиграть ценное время для подготовки сил и средств к новым решающим схваткам на Московском стратегическом направлении».
30 сентября началось наступление немецких войск группы армий «Центр» и их союзников на Москву.
1 октября 1941 года в рамках операции «Тайфун» 2-я танковая группа Гудериана группы армий «Центр» прорвала на своём центральном участке оборону 13-й армии Брянского фронта А. И. Ерёменко на всю глубину и продвинулась на 60 км. 1 октября 24-й мотокорпус занял Севск. Большая часть войск Брянского фронта оказалась в окружении.
Командующий войсками фронта генерал-полковник А. И. Ерёменко был ранен. 7 октября 1941 года командующим фронтом был назначен генерал-майор М. П. Петров, но в командование фронтом он не вступил, так как был ранен и умер от ран 10 октября. 14 октября в командование фронтом вступил генерал-майор Г. Ф. Захаров. Начальник штаба фронта назначен полковник Л. М. Сандалов.
20 октября 1941 года прекратила активное сопротивление группировка Брянского фронта, окружённая в районе Трубчевска.
26 октября 1941 года войска Брянского фронта начали отходить на рубеж Дубна — Плавск — Верховье — Ливны — Касторное.
Брянский фронт был расформирован 10 ноября 1941 года.

### Участие в операциях и битвах
- Смоленское сражение (1941) (с 14 августа):
  - Гомельско-Трубчевская оборонительная операция — с 14 по 30 августа 1941 года
  - Рославльско-Новозыбковская наступательная операция — с 30 августа по 12 сентября 1941 года
- Битва за Москву:
  - Орловско-Брянская оборонительная операция — с 30 сентября по 23 октября 1941 года
  - Тульская оборонительная операция — с 24 октября по 10 ноября 1941 года.

## Второе формирование
Вторично Брянский фронт сформирован 24 декабря 1941 года. Войска фронта принимали участие в контрнаступление под Москвой, в Болховской операции, в Воронежско-Ворошиловградской оборонительной операции, в Воронежско-Харьковской наступательной операции, в Малоархангельской операции.

### Боевые действия
12 марта 1943 года переименован в Резервный фронт (второго формирования).

## Третье формирование
Брянский фронт третьего формирования образован 28 марта 1943 года. Войска фронта участвовали в Орловской стратегической наступательной операции «Кутузов», Брянской операции.
С 10 октября 1943 года переименован в Прибалтийский фронт.

## Командование

### Командующие
- Генерал-лейтенант, с 11 сентября 1941 — Генерал-полковник Ерёменко Андрей Иванович (16 августа — 13 октября 1941);
- Генерал-майор Захаров Георгий Фёдорович (14 октября — 10 ноября 1941);
- Генерал-полковник Черевиченко Яков Тимофеевич (24 декабря 1941 — 2 апреля 1942);
- Генерал-лейтенант Голиков Филипп Иванович (2 апреля — 7 июля 1942);
- Генерал-лейтенант Чибисов Никандр Евлампиевич (7 — 13 июля 1942);
- Генерал-лейтенант Рокоссовский Константин Константинович (14 июля — 27 сентября 1942);
- Генерал-лейтенант, с 30 января 1943 — Генерал-полковник Рейтер Марк Андреевич (28 сентября 1942 — 12 марта 1943, 28 марта — 5 июня 1943);
- Генерал-полковник, с 26 августа 1943 — Генерал армии Попов Маркиан Михайлович (5 июня — 10 октября 1943).

### Члены Военного совета
- Дивизионный комиссар Мазепов Пётр Иванович (16 августа — 10 ноября 1941);
- Секретарь ЦК КП (б) Белорусскии Пономаренко Пантелеймон Кондратьевич (4 октября — 10 ноября 1941),
- Бригадный комиссар Макаров Василий Емельянович (21 августа — 10 ноября 1941);
- Корпусный комиссар Колобяков Александр Филаретович (24 декабря 1941 — 11 апреля 1942);
- Корпусный комиссар, с 6 декабря 1942 — Генерал-майор танковых войск, Генерал-лейтенант танковых войск Сусайков Иван Захарович (11 апреля — 1 июля 1942, 1 октября 1942 — 12 марта 1943, 28 марта — 6 июля 1943);
- Бригадный комиссар Шабалин Семён Иванович (2 июля — 30 сентября 1942, 28 марта - 10 октября 1943);
- Генерал-лейтенант Мехлис Лев Захарович (7 июля — 10 октября 1943).

### Начальник политического управления
- Дивизионный комиссар, Генерал-майор Пигурнов Афанасий Петрович (16 августа — 10 ноября 1941, 24 декабря 1941 — 12 марта 1943, 28 марта — 10 октября 1943).

### Начальники штаба
- Генерал-майор Захаров Георгий Фёдорович (16 августа — 13 октября 1941);
- Полковник, Генерал-майор, Генерал-лейтенант Сандалов Леонид Михайлович (14 октября — 10 ноября 1941, 27 сентября 1942 — 12 марта 1943, 28 марта — 10 октября 1943);
- Генерал-майор Колпакчи Владимир Яковлевич (24 декабря 1941 — 17 января 1942);
- Генерал-майор Казаков Михаил Ильич (17 января — 19 июля 1942);
- Генерал-майор Малинин Михаил Сергеевич (20 июля — 27 сентября 1942).

### Командующий артиллерией
- Генерал-майор артиллерии Казаков Василий Иванович (июль — октябрь 1942);
- Генерал-майор артиллерии Гусаков Александр Алексеевич (октябрь 1942 — июнь 1943);
- Генерал-лейтенант артиллерии Гавриленко Николай Васильевич (июнь — 10 октября 1943)[5].

### Командующие БТ и МВ
- Полковник Кабанов Ефим Ефремович (16 августа — 10 ноября 1941, 24 декабря 1941 — 24 января 1942);
- Полковник, с 13 мая 1942 — Генерал-майор танковых войск Яркин Иван Осипович (24 января — 7 июля 1942);
- Полковник, с 14 октября 1942 — Генерал-майор танковых войск Сухоручкин Фёдор Васильевич (август 1942 — 12 марта 1943, 28 марта — 10 октября 1943).

### Командующие ВВС
- Генерал-майор авиации Полынин Фёдор Петрович (16 августа — 10 ноября 1941, 24 декабря 1941 — январь 1942);
- Генерал-майор авиации Красовский Степан Акимович (январь — 5 мая 1942).

### Начальник инженерных войск фронта
- Генерал-майор инженерных войск Шестаков, Владимир Филиппович (лето 1943 - октябрь 1943)[6]

## Газета
Выходила фронтовая газета «На разгром врага». Редактор — полковник Воловец Александр Михайлович (1905 — 03.10.1943). Уже через два дня после образования Брянского фронта, 18 сентября 1941 года вышел первый номер ежедневной фронтовой газеты. Штат фронтовой газеты (около 30 сотрудников) состоял из военных журналистов и призванных из запаса сотрудников московских газет и журналов. Основу коллектива составили журналисты газеты Московского Военного округа «Красный воин»: Александр Воловец (ответственный редактор), Сергей Сретенский (начальник отдела), Александр Байбиков (зам. ответственного секретаря), Анатолий Морозов (фотокорреспондент), Виктор Портнов. Из газеты «Гудок» были переведены Борис Новицкий и Пётр Зорев. В газете работали и брянские журналисты и печатники: А. Лапин, В. Шуровский, Г. Верютин, Т. Козлов, С. Чесновицкий и другие. В газете также работали три писателя: Иосиф Уткин, Леонид Ленч и Исай Рахтанов.